# Eublemma simplex
Eublemma simplex là một loài bướm đêm trong họ Erebidae.